# Мета (река)
Мета (на испански: Rio Meta) е река в Колумбия и Венецуела, ляв приток на река Ориноко. Дължината ѝ е 1100 km, а площта на водосборния басейн – 93 800 km² (9,48% от водосборния басейн на Ориноко).
Река Мета се образува на 161 m н.в., в източното подножие на Източните Кордилери, при град Кабуеро (в департамента Мета) от сливането на двете съставящи я реки Умеа (лява съставяща) и Метика (дясна съставяща), извиращи от източните склонове на Източните Кордилери. По цялото си протежение тече през силно заблатените и залесени равнини на Лянос Ориноко, като силно меандрира, разделя се на ръкави и протоци и образува множество крайречни езера (старици). В горното и средното си течение река Мета тече на североизток, като образува границите между департаментите Касанаре и Мета и Касанаре и Вичада. Последните 220 km тече на изток по границата между Венецуела на север и Колумбия на юг. Влива се отляво в река Ориноко, на 38 m н.в., при колумбийския град Пуерто Кареньо, административен център на департамента Вичада.
Почти всичките ѝ притоци се вливат в горното и средното ѝ течение и повечето от тях водят началото си от Източните Кордилери, като основните са: леви – Умеа, Кусяна (245 km), Краво Сур, Пауто, Гуачирия, Касанаре (400 km, най-голям); десни – Метика, Манакасиас. Има ясно изразено лятно пълноводие. Средният годишен отток в устието на реката е 6490 m³/s. Плавателна е за плитко газещи речни съдове по цялото си протежение, а по време на пълноводие и малко по-нагоре по дясната съставяща река Метика до град Пуерто Лопес, в департамента Мета. Главни речни пристанища са: Пуерто Кареньо (в устието) и Орокуе (в департамента Касанаре).